# Tomasz Johnson, Jan Davy i towarzysze męczennicy
Tomasz Johnson, Jan Davy i towarzysze męczennicy – grupa dziesięciu zakonników z klasztoru kartuzów w Londynie, błogosławionych męczenników, ofiar prześladowań antykatolickich okresu reformacji w Anglii.
Relację o losach grupy męczenników i „bohaterskiej postawie” opisał ówczesny ambasador Francji C. de Marilac. Kolejnym świadectwem przebiegu wydarzeń są passiones, spisane na kontynencie, w niedługim czasie po tych wydarzeniach, przez kartuza M. Chauneya.

## Tło historyczne

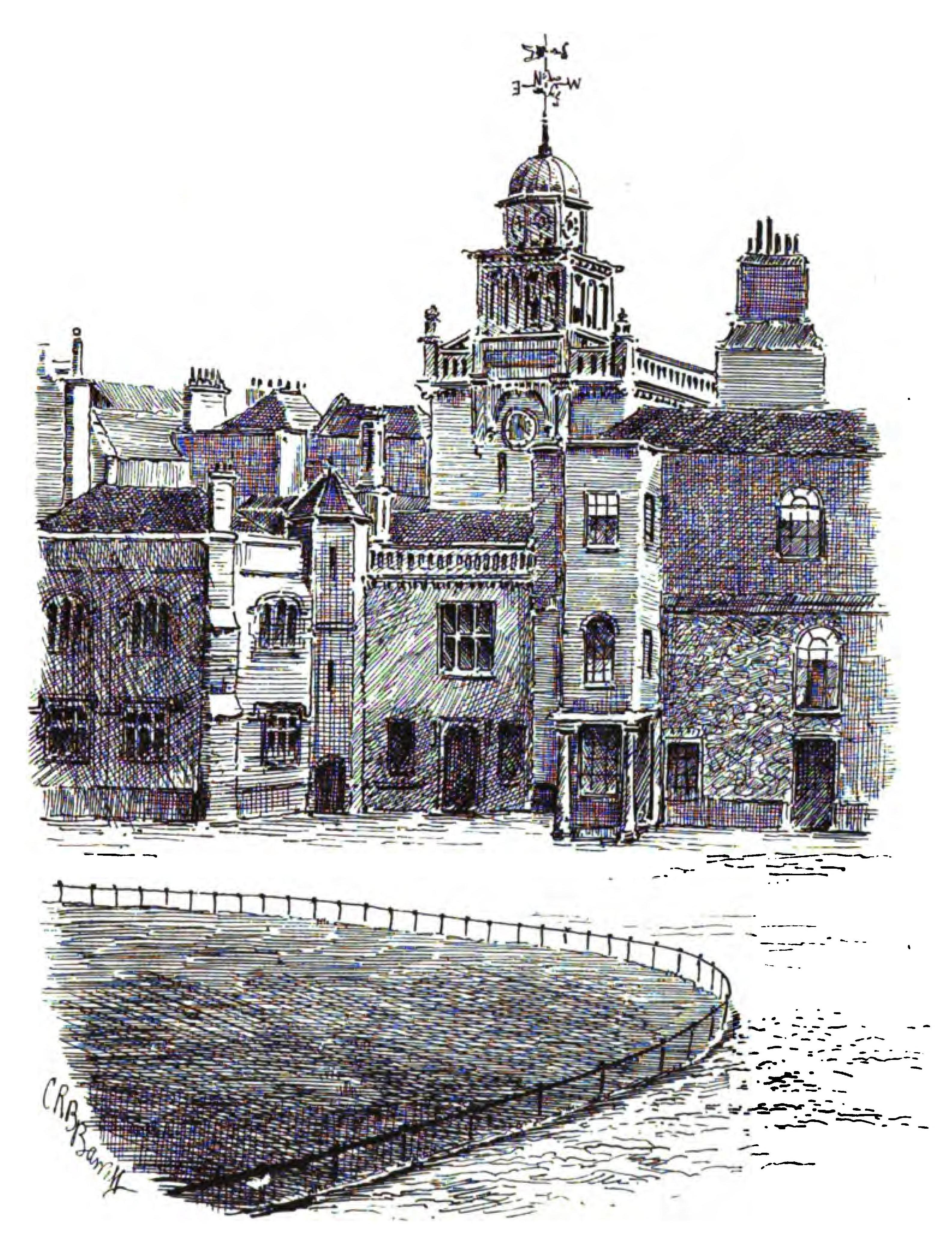
Kartuzja w Londynie, 1895

Po doprowadzeniu przez Henryka VIII w 1534 roku do uchwalenia zwierzchnictwa nad Kościołem w Anglii, pełnia władzy została przyznana królowi i jego następcom: only supreme head in carth of the Church of England, called Eccelsia Anglicana. Akt ten zapoczątkował falę prześladowań  katolików. Pierwszymi ofiarami antykatolickiej nagonki byli  eremici z zakonu kartuzów. Osądzonych za odmowę złożenia przysięgi wierności królowi, jako głowie Kościoła anglikańskiego, skazano za „zdradę stanu” Jana Houghtona, Augustyna Webstera i Roberta Lawrenceˈa, a wyrok wykonano 4 maja 1535 roku. Kolejnymi ofiarami byli Onufry (Humprey) Middlemore, Wilhelm (William) Exmew i Sebastian Newdigate, którzy zginęli 19 czerwca 1535, zaś 11 maja 1537 roku Jan Rochester i Wilhelm (Jakub) Walworth z kartuzji w Hull.
Tomasz Johnson i Jan Davy wraz z towarzyszami zostali aresztowani w podlondyńskiej kartuzji 29 maja 1537 roku po odmowie złożenia przysięgi supremacyjnej (czego skutkiem byłoby dołączenie do anglikańskich schizmatyków), a następnie uwięzieni w więzieniu Newgate.
Lista męczenników:
- o. Tomasz Johnson, Thomas Johnson
- o. Ryszard Bere (Beere), Richard Bere
- o. Tomasz Green lub Greenwood, Thomas Green
- diakon Jan Davy, John Davy
- br. Robert Salt
- br. Wilhelm Greenwood, William Greenwood
- br. Tomasz Reding (Redyng), Thomas Reding
- br. Tomasz Scryven, Thomas Scryven
- br. Walter Pierson
- br. Wilhelm Horne, William Horne

## Śmierć
Wszyscy zostali na stojąco, z rękoma skrępowanymi za plecami, przykuci łańcuchami do słupów. Początkowo dzięki zabiegom przybranej córki Tomasza Morusa, Małgorzaty Clement, więźniowie byli dokarmiani. Po ujawnieniu i wstrzymaniu pomocy zakonnicy zaczęli umierać z głodu: William Greenwood 6 czerwca, Jan Davy 8 czerwca, Robert Salt następnego dnia, 10 czerwca Tomasz Green i Walter Pierson, Tomasz Scryven 15 czerwca, a dzień po nim Tomasz Redyng. Pozostałym przy życiu zaczęto podawać racje żywnościowe, by dotrwali do egzekucji. Ryszard Bere zmarł 9 sierpnia, Tomasz Johnson 20 września, a William Horne został powieszony, a jego ciało poćwiartowano 4 sierpnia 1540 roku w Tyburn. Żaden z uznanych za męczenników nie odstąpił od Kościoła katolickiego.
4 maja 2007 roku w katedrze Westminsterskiej odbyła się pierwsza od czasów reformacji publiczna katolicka ceremonia ku czci wszystkich ofiar prześladowań.
W Londynie upamiętniono nazwiska kartuskich męczenników tablicą pamiątkową.

## Beatyfikacja i dzień obchodów
Tomasz Johnson, Jan Davy i towarzysze męczennicy zostali beatyfikowani  przez papieża Leona XIII w  grudniu 1886 roku.
Atrybutami świętych jest palma.
Wspomnienie liturgiczne w Kościele katolickim grupy męczenników jest obchodzone w dies natalis błogosławionego Tomasza Johnsona.
Indywidualne wspomnienia obchodzone są w dzienne rocznice śmierci.